# Alcyonium repens
Alcyonium repens är en korallart som beskrevs av Stiasny 1941. Alcyonium repens ingår i släktet Alcyonium och familjen läderkoraller. Inga underarter finns listade i Catalogue of Life.